# Qianquan Shuiku
Qianquan Shuiku (kinesiska: 钱圈水库) är en reservoar i Kina. Den ligger i storstadsområdet Tianjin, i den norra delen av landet, omkring 40 kilometer söder om stadens centrum. Arean är 0,65 kvadratkilometer. Trakten runt Qianquan Shuiku består till största delen av jordbruksmark. Den sträcker sig 2,1 kilometer i nord-sydlig riktning, och 1,0 kilometer i öst-västlig riktning.
Genomsnittlig årsnederbörd är 683 millimeter. Den regnigaste månaden är juli, med i genomsnitt 253 mm nederbörd, och den torraste är januari, med 4 mm nederbörd.